# Vendôme-Villiers-sur-Loir TGV
Vendôme-Villiers-sur-Loir TGV – dworzec kolejowy przeznaczony dla pociągów TGV, zbudowany na linii LGV Atlantique, na północny zachód od miasta Vendôme w departamencie Loir-et-Cher. Z centrum miasta łączy go regularna komunikacja autobusowa.